# Carrickfergus
Carrickfergus (irl. Carraig Fhearghais) – miasto w Hrabstwie Antrim w Irlandii Północnej. Populacja w 2001 roku wynosiła 27 tys. 201 mieszkańców. Miasto Carrickfergus to partnerskie miasto Rudy Śląskiej.

## Miasta partnerskie
- Ruda Śląska, Polska
- Anderson (Karolina Południowa), Stany Zjednoczone
- Danville (Kentucky), Stany Zjednoczone